# Masayuki Tokutake
Masayuki Tokutake (japanisch 徳武 正之 Tokutake Masayuki; * 18. August 1991 in Kodaira) ist ein japanischer Fußballspieler.

## Karriere
Tokutake erlernte das Fußballspielen in der Schulmannschaft der Teikyo High School und der Universitätsmannschaft der Tokoha-Universität. Seinen ersten Vertrag unterschrieb er 2014 bei Zweigen Kanazawa. Der Verein aus Kanazawa spielte in der dritten japanischen Liga, der J3 League. 2014 wurde er mit dem Verein Meister der Liga und stieg in die zweite Liga auf. Für den Verein absolvierte er sieben Ligaspiele. 2016 wechselte er nach Numazu zum Viertligisten Azul Claro Numazu. Am Ende der Saison 2016 stieg der Verein in die dritte Liga auf. Nach über 100 Ligaspielen wechselte er im Januar 2022 zum Viertligisten FC Maruyasu Okazaki

## Erfolge
Zweigen Kanazawa
- Japanischer Drittligameister: 2014  ▲